# Брион, Гюстав
Гюста́в Брио́н (фр. Gustave Brion; 24 октября 1824, Рото — 5 ноября 1877, Париж) — французский художник и иллюстратор из Эльзаса.

## Биография
Гюстав Брион родился 24 октября 1824 года в эльзаском городе Рото, был племянником Фридерики Брион. Позже переехал в Страсбург, где окончил местную школу рисования. В 1841 году обучался в мастерской Габриэля Герена. Также был учеником скульптора Андреаса Фридриха. Вскоре после этого он отправился в Париж, где его первая работа появилась на Салоне 1847 года. Бывшие на Парижской выставке в 1853 году картины Бриона, в которых поэтически воспроизведены типы, нравы и костюмы его соотечественников, заслужили всеобщее одобрение, что побудило художника посвятить себя исключительно этому жанру. Его позднейшие картины изображают по большей части сцены из жизни средних и низших классов населения Эльзаса и Лотарингии. В 1863 году получил орден Почётного легиона.

## Творчество

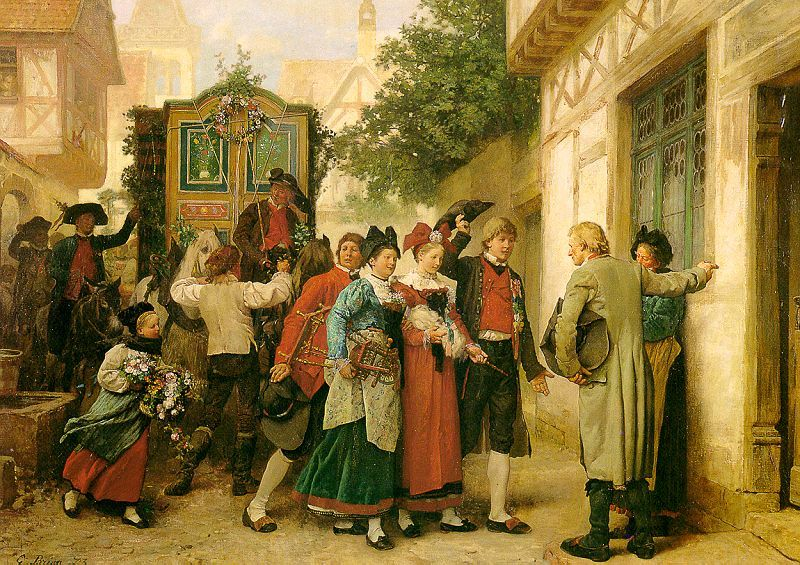
Свадебный кортеж. 1873

- «La fête de la Vièrge» и «La Fête-Dieu», гравированные Жазе (1858);
- «Свадебный обед» и «Молитва после обеда», гравированные Ж. Балленом.
- Поль Жирарде сделал гравюру со «Свадьбы» Б. к «Золотой свадьбе» Кнауса.
- Три позднейшие картины: «Les pélerins de Sainte-Odile» (1863; «La lecture de la Bible» (1868) и «Le mariage protestant» (1869) носят на себе отпечаток влияния Кнауса.
- Иллюстрировал выпущенные Гетцелем в 1864 году издания романов Виктора Гюго: «Собор Парижской богоматери» и «Отверженные».
- Автор более 250 рисунков.